# Tieregghorn
Tieregghorn är en bergstopp i Schweiz.   Den ligger i distriktet Visp och kantonen Valais, i den södra delen av landet, 70 km söder om huvudstaden Bern. Toppen på Tieregghorn är 3 075 meter över havet, eller 91 meter över den omgivande terrängen. Bredden vid basen är 0,20 km.
Terrängen runt Tieregghorn är huvudsakligen mycket bergig. Närmaste större samhälle är Visp, 9,0 km söder om Tieregghorn. 
Trakten runt Tieregghorn består i huvudsak av gräsmarker. Runt Tieregghorn är det ganska glesbefolkat, med 38 invånare per kvadratkilometer.